# Melocarpum hildebrandtii
Melocarpum hildebrandtii är en pockenholtsväxtart som först beskrevs av Adolf Engler, och fick sitt nu gällande namn av Beier & Thulin. Melocarpum hildebrandtii ingår i släktet Melocarpum och familjen pockenholtsväxter. Inga underarter finns listade i Catalogue of Life.